# Group Sigma Architecture
Group Sigma Architecture est un bureau d'architectes établi à Genval en Belgique, représentatif de l'architecture postmoderne en Belgique et plus particulièrement en Brabant wallon depuis 1995.

## Description
C'est en 1989 que Patrick van der Straeten fonde le bureau d'architecture.
Actif sous le nom « Bureau d'études Sigma 3 » de 1989 à 2005, le bureau prend le nom de « GS Architecture » en 2006 puis de « Group Sigma Architecture » en 2015.
Le bureau, situé sur les hauteurs du lac de Genval, est dirigé par Patrick van der Straeten qui en est l'administrateur,. 

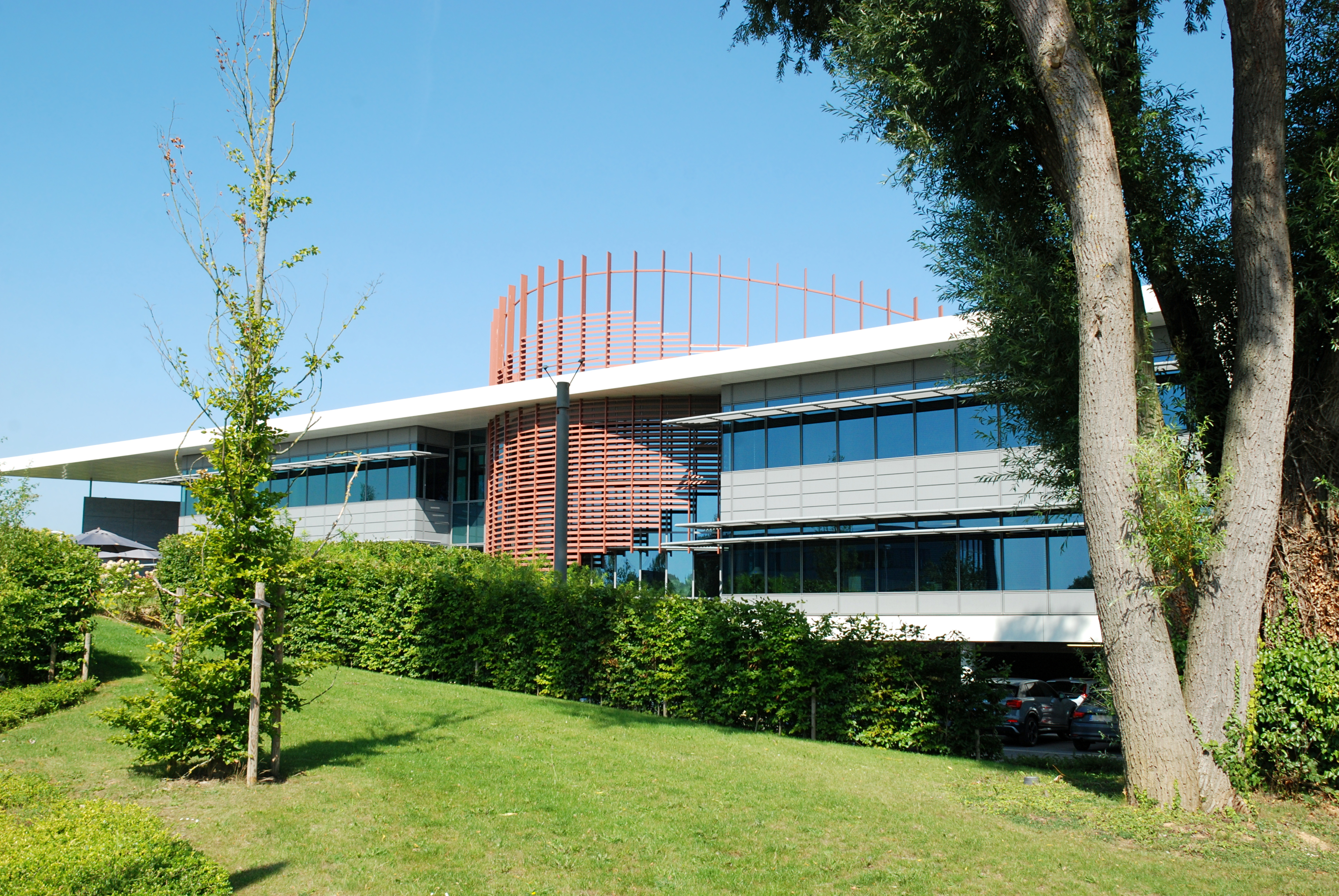
Louvain-la-Neuve : Cercle du Lac.
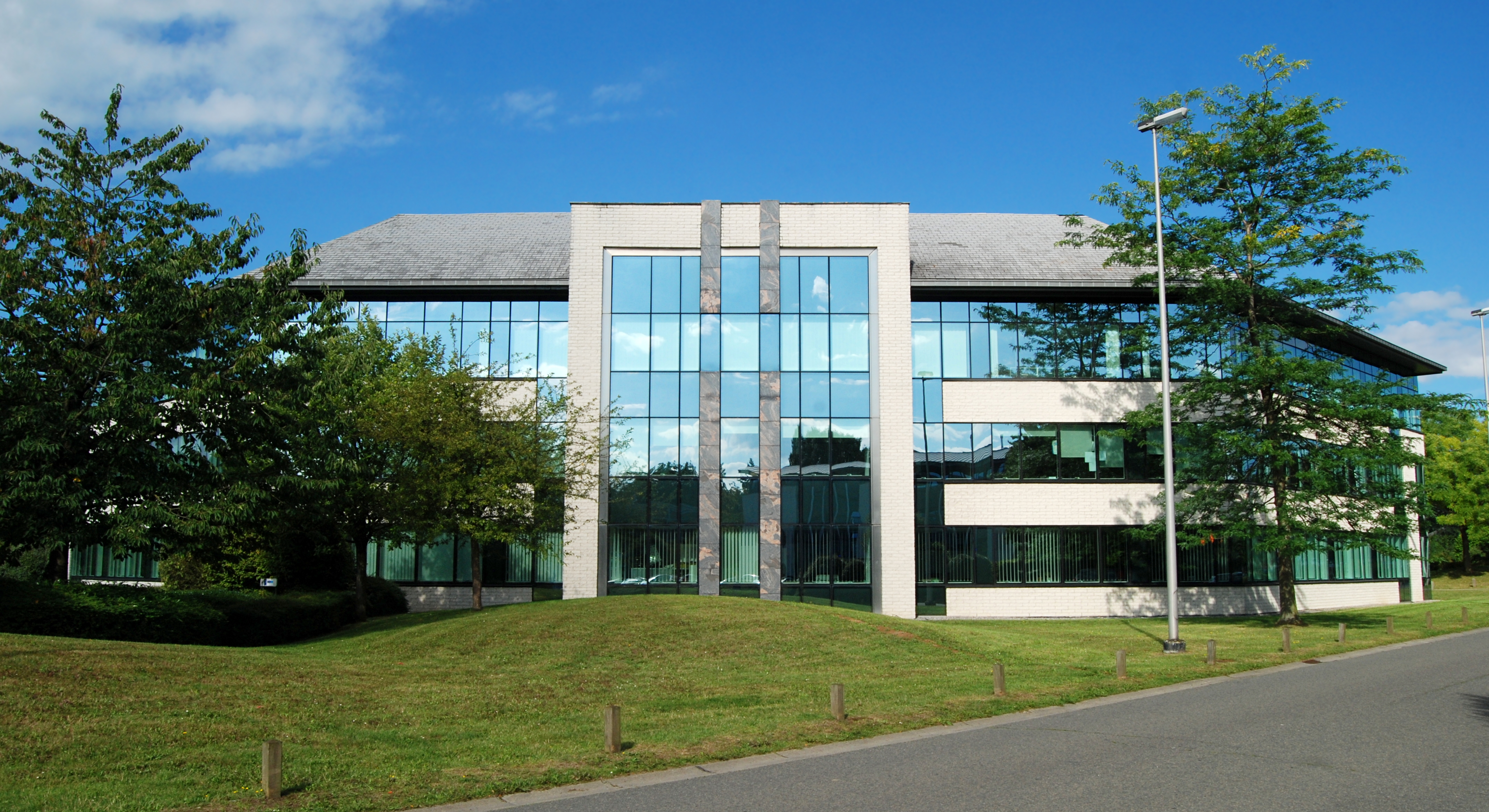
Parc d'affaires « Les Collines de Wavre ».

## Réalisations
Group Sigma Architecture a construit de nombreux immeubles de bureau en Brabant wallon :
- 1995-2002 : Parc d'affaires « Les Collines de Wavre », chaussée des Collines à Wavre, un parc à l’anglaise dans lequel s’intègre une série d'immeubles de bureaux prenant la forme de bâtiments pavillonnaires à toitures à versant (chaussée des Collines 50,52,54 ; avenue Einstein 2,4,6,8 ; avenue Pasteur 2,4,6)[4]
- 2000-2001 : « RX77 », extensions à l’unité de « Packaging » GlaxoSmithKline à Wavre-nord (rue Fleming 20)
- 2000-2001 : « Passerelle GSK », reliant l’entrée principale du bâtiment administratif aux unités de production et de conditionnement
- 2001-2002 : « Baxter-Lessines », Chemin de Papignies 17B à Lessines
- 2000-2006 : « Lion's Office », chaussée de Nivelles 81-83 à Braine l'Alleud
- 2002-2004 : bureaux et un entrepôt de l'Intercommunale du Brabant Wallon (IBW ), avenue Schuman 10-12 à Nivelles, zoning Nivelles-Nord
- 2007-2010 : « Baxter Parc de l'Alliance », Parc de l'Alliance à Braine l'Alleud
- 2005-2009 : Phase V du parc d’affaires « Les Collines de Wavre », avenue Einstein 12-14-16 à Wavre[5]
- 2012 : Phase VI du parc d’affaires « Les Collines de Wavre »[6]
- 2011-2013 : siège du cercle d'entrepreneurs « Cercle du Lac »  à Louvain-la-Neuve[7],[8],[9],[10],[11]

Parc d'affaires « Les Collines de Wavre »
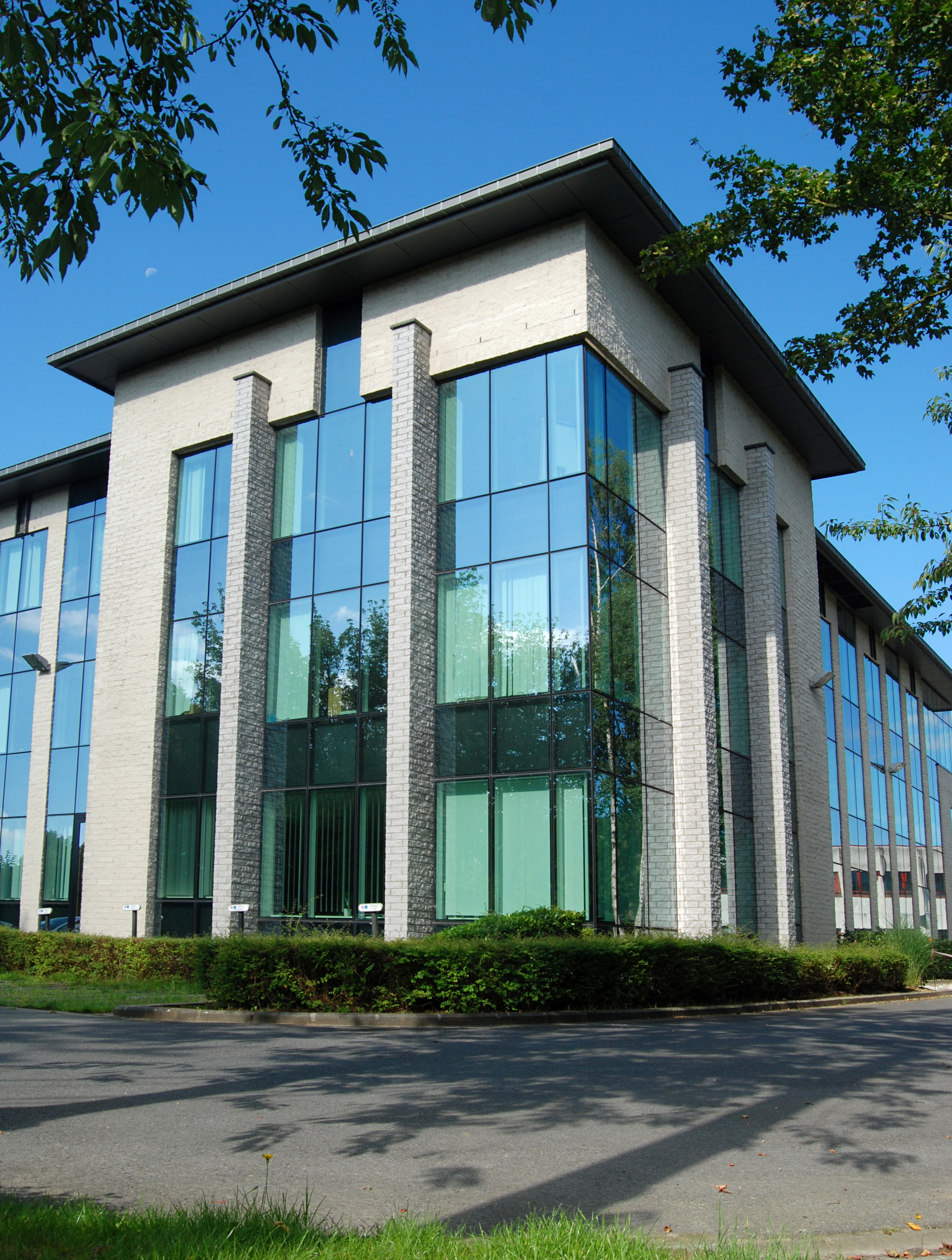
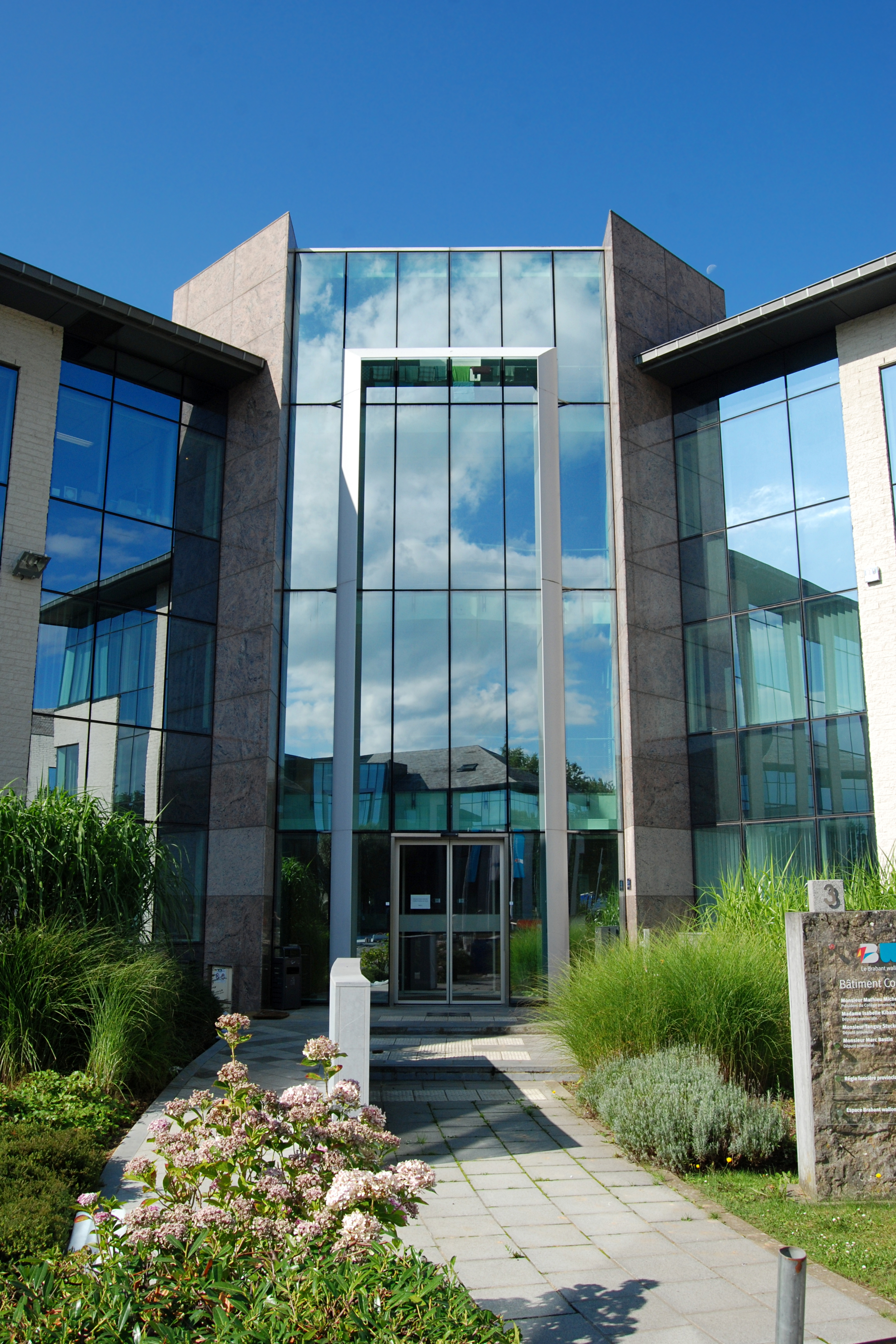
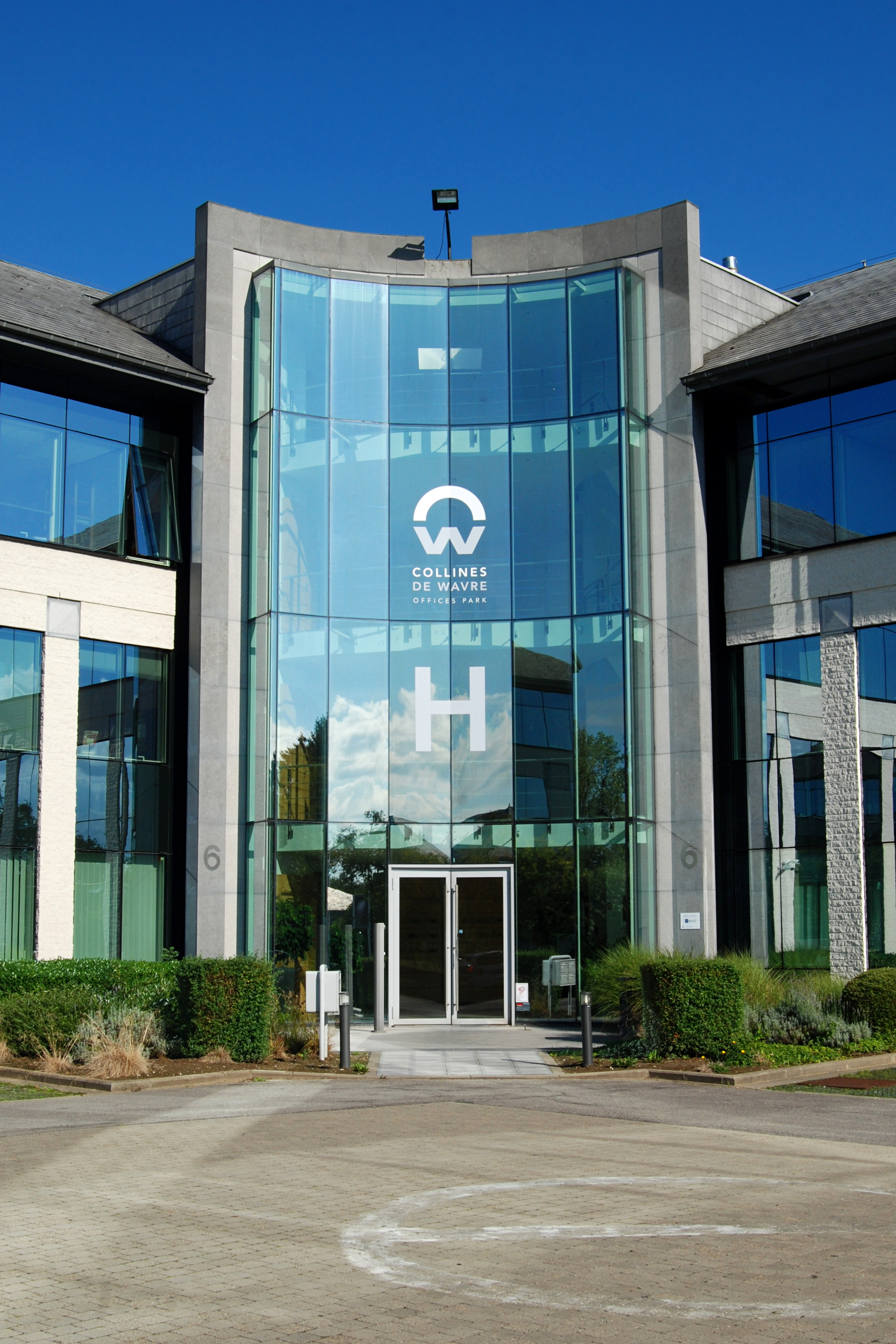
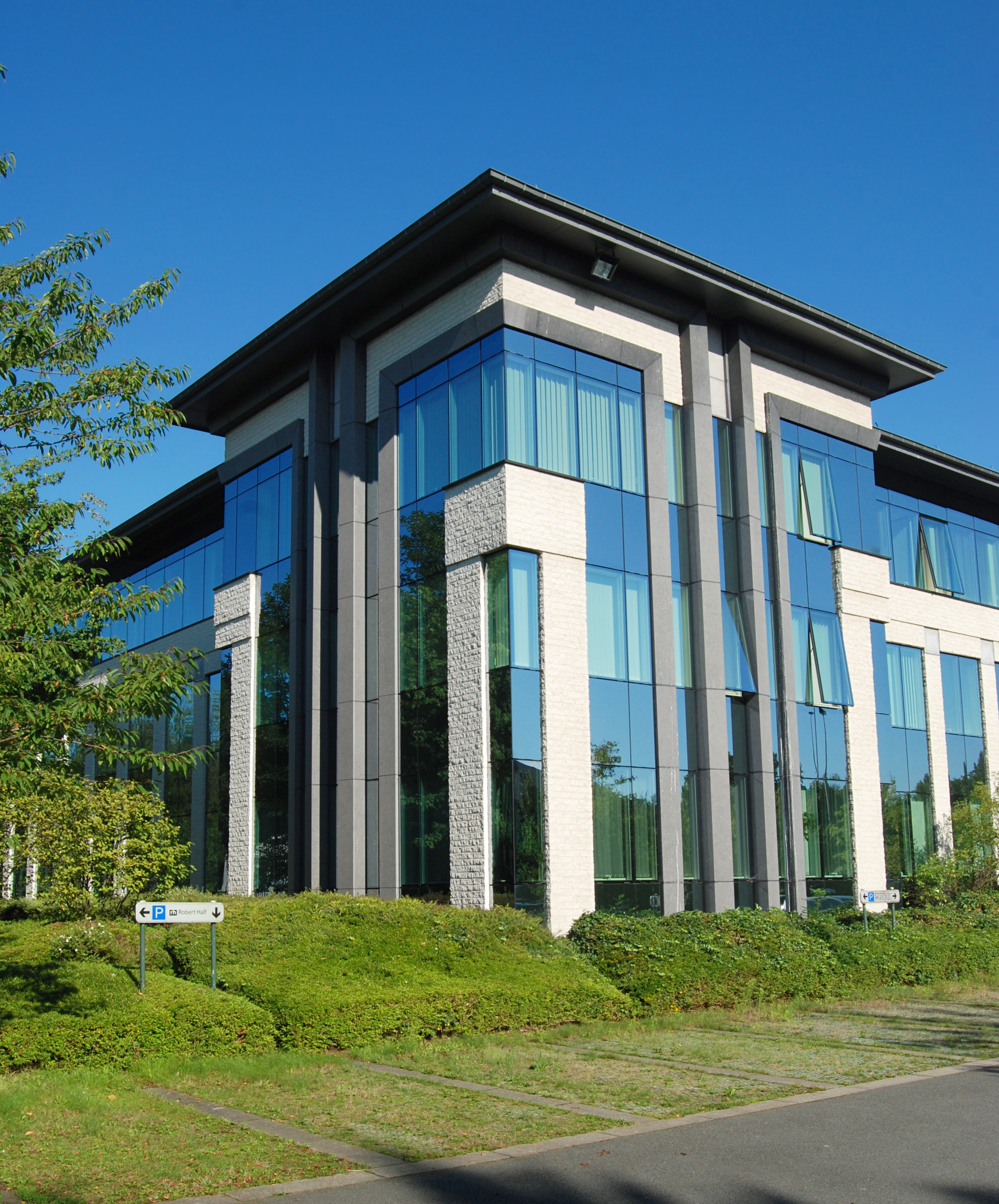